# Colonia Margarita Morán
Colonia Margarita Morán är en ort i Mexiko.   Den ligger i kommunen Morelia och delstaten Michoacán de Ocampo, i den södra delen av landet, 230 km väster om huvudstaden Mexico City. Colonia Margarita Morán ligger 1 923 meter över havet och antalet invånare är 240.
Terrängen runt Colonia Margarita Morán är varierad. Runt Colonia Margarita Morán är det tätbefolkat, med 493 invånare per kvadratkilometer. Närmaste större samhälle är Morelia, 11,2 km öster om Colonia Margarita Morán. I omgivningarna runt Colonia Margarita Morán växer huvudsakligen savannskog.